# شري مري (عنافجة)
شري مري (بالفارسية: شری‌مری) هي قرية وتقع في إيران في قسم عنافجة الريفي. يقدر عدد سكانها بـ 665 نسمة بحسب إحصاء 2016.